# مهاجرت، پناهندگان و شهروندی کانادا
مهاجرت، پناهندگان و شهروندی کانادا (انگلیسی: Immigration, Refugees and Citizenship Canada) با حروف مخفف " IRCC " بخش دولتی کانادا به‌شمار می‌آید که مسئول امور مربوط به مهاجرت به کانادا، پناهندگان و شهروندی کانادا است. نام این اداره قبلاً شهروندی و مهاجرت کانادا بود که در سال۱۹۹۴ بخشی از دولت فدرال شد و پس از سازمان کار جدید در دولت فدرال به عنوان بیست و نهمین وزارت دولت در سال ۲۰۱۵ با نام مهاجرت، پناهندگان و شهروندی کانادا ادای سوگند کرد و تغییر نام یافت.

## تاریخچه
قبل از سال ۱۹۹۴ اداره مهاجرت بخش زیر مجموعه چند وزارتخانه قرار داشت که عبارت است از:
- وزارت کشور کانادا
- وزارت مهاجرت و استعمار ۱۹۱۷ تا ۱۹۳۶
- وزارت معادن و منابع ۱۹۳۶ تا ۱۹۵۰
- وزارت شهروندی و مهاجرت ۱۹۵۰ تا ۱۹۶۶
- وزارت نیرو و مهاجرت ۱۹۶۶ تا ۱۹۷۷
- وزارت امور خارجه برای شهروندی ۱۹۶۶ تا ۱۹۹۱
- وزارت اشتغال و مهاجرت از سال ۱۹۷۷ تا ۱۹۹۱
- گروه چند فرهنگی و شهروندی ۱۹۹۱ تا ۱۹۹۴

به‌دنبال اصلاحیه پاسپورت کانادا صدور پاسپورت این کشور به یک آژانس مستقل تفویض شد، "IRCC" مسئولیت صدور گذرنامه‌های کانادایی را که از تاریخ ۱ ژوئیه ۲۰۱۳ جاری گردید، بر عهده گرفت.

## شرح وظایف
IRCC یک شبکه بزرگ از «مراکز شهروندی و مهاجرت» را در سراسر کانادا و در تعداد مهم زیادی از سفارتخانه‌ها، کمیسیون‌های عالی و کنسولگری‌های خارجی در اختیار دارد. خدمات کانادا به تازگی شروع به کنترل درآوردن برخی از پروژه‌های داخلی این وزارتخانه کرده‌است، حال آنکه در ۲۰۰۳ آژانس خدمات مرزی کانادا کنترل مرزها و فرودگاه‌ها را برعهده داشت.

IRCC همچنان مسئول سیاستگذاری و پردازش ویزای اقامت دائم (کانادا) و موقت، حفاظت از پناهندگان و دریافت درخواستنامه‌های شهروندی است.